# نی دولت دنیا به ستم می‌ارزد
رباعی با مطلع «نی دولت دنیا به ستم می‌ارزد» دوازدهمین رباعی از دیوان حافظ به تصحیح محمد قزوینی و قاسم غنی می باشد.
| نی دولت دنیا بستم می‌ارزد   |  | نی لذّت مستیش الم می‌ارزد     |
| نه هفت هزار ساله شادی جهان |  | این محنت هفت روزه غم می‌ارزد |